# سوسکچه‌های برگ‌پیمای ایوپس
سوسکچه‌های برگ‌پیمای ایوپس(نام علمی: Euops) نام یک سرده از تیره سوسکچه‌های برگ‌پیما است.